# Moesina
La moesina (dall'acronimo in lingua inglese Membrane-Organizing Extension Spike protein) è una proteina codificata negli esseri umani dal gene MSN.
È, insieme a ezrina e radixina, parte dalla famiglia delle proteine ERM, e funge da intermedio tra la membrana plasmatica e l'actina. La moesina è localizzata a livello dei filopodi e di altre protrusioni citoplasmatiche importanti per il riconoscimento tra cellule, per il movimento e la segnalazione cellulare.
La moesina è coinvolta nel processo di sviluppo cerebrale. Uno studio del 2012 ha rilevato la presenza, in campioni di cervello di pazienti deceduti con forme di autismo, di prolungamenti assonici più corti della norma, come conseguenza della presenza di ncRNA che disattiva il gene per la miosina. Tale studio ha evidenziato che i campioni di cervello di pazienti autistici presentano in media quantità 12 volte maggiori di ncRNA, tuttavia sono necessari ulteriori studi per verificare se i bassi livelli di moesina possano essere responsabili della morfologia cerebrale alterata nei pazienti con autismo.